# Смит, Ирв (младший)
Ирвин Мартин Смит—младший (англ. Irvin Martin Smith Jr.; 9 августа 1998, Новый Орлеан, Луизиана) — профессиональный американский футболист, тайт-энд клуба НФЛ «Миннесота Вайкингс». На студенческом уровне играл за команду Алабамского университета. Победитель плей-офф NCAA в сезоне 2017 года. На драфте НФЛ 2019 года был выбран во втором раунде.

## Биография

### Любительская карьера
Ирв Смит родился 9 августа 1998 года в Новом Орлеане. Его отец, Ирв Смит—старший, в прошлом профессиональный футболист, игравший за «Нью-Орлеан Сэйнтс», «Сан-Франциско» и «Кливленд Браунс». Смит-младший окончил старшую школу Бразер Мартин в статусе одного из лучших игроков Луизианы по версии ESPN. В 2016 году он поступил в Алабамский университет, предпочтя его ряду других футбольных программ.
В турнире NCAA Смит дебютировал в сезоне 2016 года, но принял участие только в одном матче и результативными действиями не отметился. На второй год обучения он стал получать больше игрового времени, приняв участие в четырнадцати играх, четыре из которых начал в стартовом составе. Всего в 2017 году Смит набрал 128 ярдов на приёме, сделав три тачдауна. 
В 2018 году он стал одним из основных принимающих «Кримсон Тайд», набрал за сезон 710 ярдов и сделал семь тачдаунов, установив рекорд университета для тайт-эндов. По результатам опроса тренеров Смита включили во вторую сборную звёзд Юго-Восточной конференции.

#### Статистика выступлений в NCAA
| Сезон | Команда              | Игры | Приём | Приём | Приём | Приём | Вынос | Вынос | Вынос | Вынос |
| Сезон | Команда              | Игры | Rec   | Yds   | Y/A   | TD    | Att   | Yds   | Y/A   | TD    |
| ----- | -------------------- | ---- | ----- | ----- | ----- | ----- | ----- | ----- | ----- | ----- |
| 2016  | Алабама Кримсон Тайд | 1    | 0     | 0     | 0,0   | 0     | 0     | 0     | 0,0   | 0     |
| 2017  | Алабама Кримсон Тайд | 14   | 14    | 128   | 9,1   | 3     | 0     | 0     | 0,0   | 0     |
| 2018  | Алабама Кримсон Тайд | 15   | 44    | 710   | 16,1  | 7     | 0     | 0     | 0,0   | 0     |
| Всего | Всего                | 30   | 58    | 838   | 14,4  | 10    | 0     | 0     | 0,0   | 0     |

### Профессиональная карьера
Оценивая перспективы Смита перед драфтом 2019 года, его называли одним из самых разносторонних игроков на своей позиции. Выделялась его скорость, сильные руки и способность освобождаться от прикрытия. Также указывалось, что он может быть полезен на блоке при игре на выносе. Смиту прогнозировали выбор во втором раунде и будущее в качестве игрока основного состава в НФЛ. 
На драфте НФЛ 2019 года Ирв Смит был выбран клубом «Миннесота Вайкингс» во втором раунде под общим 50 номером. В начале мая он подписал с командой четырёхлетний контракт на сумму 5,8 млн долларов. В составе «Вайкингс» Смит дебютировал в первой игре регулярного чемпионата 2019 года против «Атланты Фэлконс». За первые два года карьеры Смит сыграл 29 матчей, набрав 676 ярдов с семью тачдаунами. Летом 2021 года, после ухода из команды Кайла Рудолфа, он стал основным тайт-эндом «Миннесоты». В заключительном предсезонном матче в августе 2021 года он получил травму мениска, в сентябре ему была сделана операция. Сроки восстановления Смита оценивались в четыре или пять месяцев, сезон 2021 года он пропустил полностью.

#### Статистика выступлений в НФЛ

##### Регулярный чемпионат
| Сезон | Команда            | Игры | Приём | Приём | Приём | Приём | Вынос | Вынос | Вынос | Вынос |
| Сезон | Команда            | Игры | Rec   | Yds   | Y/A   | TD    | Att   | Yds   | Y/A   | TD    |
| ----- | ------------------ | ---- | ----- | ----- | ----- | ----- | ----- | ----- | ----- | ----- |
| 2019  | Миннесота Вайкингс | 16   | 36    | 311   | 8,6   | 2     | 0     | 0     | 0,0   | 0     |
| 2020  | Миннесота Вайкингс | 13   | 30    | 365   | 12,2  | 5     | 0     | 0     | 0,0   | 0     |
| 2021  | Миннесота Вайкингс | —    | —     | —     | —     | —     | —     | —     | —     | —     |
| Всего | Всего              | 29   | 66    | 676   | 10,2  | 7     | 0     | 0     | 0,0   | 0     |

##### Плей-офф
| Сезон | Команда            | Игры | Приём | Приём | Приём | Приём | Вынос | Вынос | Вынос | Вынос |
| Сезон | Команда            | Игры | Rec   | Yds   | Y/A   | TD    | Att   | Yds   | Y/A   | TD    |
| ----- | ------------------ | ---- | ----- | ----- | ----- | ----- | ----- | ----- | ----- | ----- |
| 2019  | Миннесота Вайкингс | 2    | 3     | 39    | 13,0  | 0     | 0     | 0     | 0,0   | 0     |
| Всего | Всего              | 2    | 3     | 39    | 13,0  | 0     | 0     | 0     | 0,0   | 0     |